# Gonzalo Castro Irizábal
Gonzalo Castro Irizábal (Trinidad, Flores, 14 de septiembre de 1984), también conocido  como Chory Castro, es un futbolista uruguayo que juega como centrocampista y su equipo actual es el Centro Recreativo Porongos Fútbol Club de Uruguay. Formó parte de la selección de Uruguay.

## Trayectoria

### Club Nacional de Football
Desde el año 2002 a 2007 formó parte del plantel del Club Nacional de Football, equipo en el que se formó como futbolista profesional a muy temprana edad integrando varias divisionales juveniles y con el que obtuvo finalmente los Campeonatos Uruguayos de 2002, 2005 y 2005-06 en Primera División. Hizo su debut como profesional en este club en una victoria el 13 de julio de 2002 por 3-1 ante el Central Español Fútbol Club. En total jugó 70 partidos en Nacional en los que consiguió anotar 22 goles.

### España
En el año 2007 Nacional vendió a Castro al Mallorca por 2,5 millones de euros. La primera temporada apenas pudo jugar, pero a partir de la temporada 08-09 el técnico Gregorio Manzano le concedió más ocasiones, participando en un total de 26 partidos, contando todas las competiciones, y anotando un total de seis goles. Desde ese momento se convirtió en un titular habitual en el conjunto bermellón, jugando la mayor parte de los partidos y anotando unos seis goles por campaña, muchos de ellos de falta directa. Su mejor temporada fue la 2009-10, en la que jugó un total de 41 partidos, anotó 7 goles y dio 8 asistencias de gol. Jugó un total de 148 partidos en el conjunto de la isla en los que anotó 27 goles, convirtiéndose en una pieza clave para las buenas temporadas realizadas por el club durante esta época.
A partir de la temporada 12-13 pasa a formar parte de la Real Sociedad de Fútbol de la Liga BBVA, tras llegar libre del RCD Mallorca con un contrato hasta el 30 de junio de 2016. 
Debutó y marcó con la Real el 19 de agosto de 2012 en la goleada encajada por 5-1 en el Camp Nou ante el F. C. Barcelona. Tras su buen comienzo, sufrió varias lesiones que le impidieron jugar durante la primera parte de la temporada. Tas el partido de vuelta ante el Barcelona (3:2) el que marcó dos goles, Philippe Montanier volvió a concederle minutos de juego. Marcó goles clave como el doblete ante el Valencia o en las victorias ante el R. C. D. Mallorca por 3 a 0 o el Valencia C. F. por 4 a 2. El 1 de junio de 2013 la Real Sociedad consiguió la clasificación para la Liga de Campeones. Acabó su primera temporada en la Real Sociedad con 31 partidos jugados, anotando 6 goles y dando 5 asistencias de gol.
En la temporada 13-14, comenzó dando una asistencia a Vela en la victoria por 2 a 0 ante el Getafe C. F. en la primera jornada y participando en las victorias ante el Olympique de Lyon para clasificarse a la fase final de la Liga de Campeones en la que debutó oficialmente el 17 de septiembre de 2013 ante el Shajtar Donetsk. Sin embargo, no jugó muchos minutos con el nuevo entrenador y siempre entró como suplente en numerosos partidos, anotando dos goles en toda la temporada, ambos contra el C. A. Osasuna. Acabó la temporada entrando como suplente en una derrota ante el Villarreal C. F. (1:2). Esta temporada jugó 23 partidos, marcó 2 goles y dio 3 asistencias.
En la temporada 2014-2015 la Real Sociedad fue eliminada de competiciones europeas tras perder ante el F. C. Krasnodar. El Chory comenzó la temporada como titular, marcando goles seguidos tras salir del banquillo ante el R. C. Celta (2:2) y la U. D. Almería. Una mala racha de la Real, obligó al equipo al cambio de entrenador a mediados de noviembre, llegando  a la Real Sociedad David Moyes. Con Moyes y la lesión de Vela a comienzos de 2015, Castro fue habitual en la banda izquierda del ataque realista, siendo clave en las victorias ante el R. C. D. Espanyol y Getafe C .F. Consiguió un tanto en la victoria por 3 a 1 ante el Córdoba C. F. en Anoeta, tras seis meses sin marcar. Apenas unas semanas después, en su partido cien con la Real, el Chory anotó un gol de volea por la escuadra. En la última jornada ante el Rayo Vallecano. En esta temporada jugó en 32 partidos marcando 5 goles y dando 4 asistencias.
En su última temporada en la Real Sociedad disputó 8 encuentros ligueros y 2 de Copa, siendo titular en tres ocasiones. A pesar de todo, el uruguayo aportó tres asistencias en Liga, una contra el R. C. D. Espanyol y dos contra el Levante U. D. Tras el último encuentro disputado ante el Rayo Vallecano en Vallecas, el 'Chory' Castro decidió rescindir su contrato con la Real Sociedad y fichar por el Málaga C.F.
Gonzalo Castro es el noveno futbolista extranjero con más encuentros en la historia de la Real Sociedad, con un total de 115 encuentros.
Tras rescindir su contrato con la Real Sociedad el día anterior, el 7 de enero de 2016 firmó hasta junio de 2018 con el Málaga. Debutó el 10 del mismo mes, luciendo el dorsal 5 ante Las Palmas, en el empate 1 a 1 entre canarios y andaluces.

### Regreso a Nacional
En julio de 2023 regresó al Club Nacional de Football para retirarse como futbolista profesional. Su primer partido tras el regreso fue ante Boca Juniors por octavos de final de la Copa Libertadores.
Su último partido fue el 7 de diciembre de 2023, ante Montevideo City Torque, donde jugó los últimos 26 minutos.

### Porongos
Tras el retiro profesional, firmó contrato en el Porongos F.C., club de Trinidad, su ciudad natal, para la disputa de la Copa Nacional de Clubes.
El club acabaría ganando el torneo, siendo la cuarta vez en su historia en lograrlo tras los campeonatos de 1988, 1994 y 1995.

## Selección uruguaya
El 12 de mayo de 2014 el entrenador de la selección uruguaya, Óscar Washington Tabárez, incluyó a Castro en la lista provisional de 25 jugadores con los que inició la preparación para el Copa Mundial de 2014. Sin embargo, días después fue uno de los dos jugadores descartados por el propio Tabárez.

### Participaciones con la selección nacional
| Partidos | Partidos | Partidos  | Partidos                | Partidos             | Partidos    | Partidos | Partidos                   | Partidos         | Partidos |
| N.º      | Rival    | Resultado | Fecha                   | Lugar                | Competencia | Goles    | Cambio                     | DT               | Ref.     |
| -------- | -------- | --------- | ----------------------- | -------------------- | ----------- | -------- | -------------------------- | ---------------- | -------- |
| 1        | España   | 0:2       | 17 de agosto de 2005    | Gijón · España       | Amistoso    | –        | 84' por Mario Regueiro     | Jorge Fossati    |          |
| 2        | México   | 1:3       | 26 de octubre de 2005   | Guadalajara · México | Amistoso    | –        | 45' por Vicente Sánchez    | Jorge Fossati    |          |
| 3        | Georgia  | 0:2       | 15 de noviembre de 2006 | Tbilisi Georgia      | Amistoso    | –        | 45' por Fabián Canobbio    | Óscar W. Tabárez |          |
| 4        | Polonia  | 3:1       | 14 de noviembre de 2012 | Gdansk · Polonia     | Amistoso    | –        | 73' por Cristian Rodríguez | Óscar W. Tabárez |          |
| 5        | España   | 1:3       | 6 de febrero de 2013    | Doha Catar           | Amistoso    | –        | 68' por Cristian Rodríguez | Óscar W. Tabárez |          |

## Estadísticas

### Clubes
| Club              | País    | Año       |
| ----------------- | ------- | --------- |
| Nacional          | Uruguay | 2002-2007 |
| R. C. D. Mallorca | España  | 2007-2012 |
| Real Sociedad     | España  | 2012-2016 |
| Málaga C. F.      | España  | 2016-2018 |
| Nacional          | Uruguay | 2018-2020 |
| C. A. River Plate | Uruguay | 2021-2023 |
| Nacional          | Uruguay | 2023      |

## Palmarés

### Títulos nacionales
| Título                  | Club          | País    | Año     |
| ----------------------- | ------------- | ------- | ------- |
| Torneo Apertura         | Nacional      | Uruguay | 2002    |
| Campeonato Uruguayo     | Nacional      | Uruguay | 2002    |
| Campeonato Uruguayo     | Nacional      | Uruguay | 2005    |
| Torneo Clausura         | Nacional      | Uruguay | 2006    |
| Campeonato Uruguayo     | Nacional      | Uruguay | 2005-06 |
| Supercopa Uruguaya      | Nacional      | Uruguay | 2019    |
| Torneo Clausura         | Nacional      | Uruguay | 2019    |
| Campeonato Uruguayo     | Nacional      | Uruguay | 2019    |
| Torneo Intermedio       | Nacional      | Uruguay | 2020    |
| Campeonato Uruguayo     | Nacional      | Uruguay | 2020    |
| Copa Nacional de Clubes | Porongos F.C. | Uruguay | 2024    |

### Distinciones individuales
| Distinción                                                | Año  |
| --------------------------------------------------------- | ---- |
| Máximo goleador de la Liguilla Pre-Libertadores (5 goles) | 2006 |
| Máximo goleador de la Liguilla Pre-Libertadores (3 goles) | 2007 |

## Vida personal
- Su hermana, Juliana Castro, también es futbolista y ha jugado en varios clubes de su país, entre ellos, la sección femenina de Nacional de Uruguay.

- El jugador es conocido por el mote de "Chory". Se trata de un apodo que heredó de su padre, al que apodaban "el Choricillo" por su forma de bailar. Gonzalo Castro pasó a ser conocido primero como el "Chory chico" y de ahí se quedó en "Chory" a secas. Su mote suele ser transcrito de forma indistinta como "Chori" o "Chory" por los medios de comunicación,[5] aunque el jugador lo lleva escrito como "Chory" en el dorsal de su camiseta.